# Achim Benning
Achim Benning (Magdeburgo, 20 gennaio 1935 – Vienna, 30 gennaio 2024) è stato un attore, regista teatrale e direttore artistico tedesco.

## Biografia
Fu direttore del Burgtheater di Vienna dal 1976 al 1986 e direttore dello Schauspielhaus di Zurigo dal 1989 al 1992.  
Morì a Vienna il 30 gennaio 2024 all'età di 89 anni e fu sepolto al Zentralfriedhof.

## Filmografia
- Die Grotte - film TV, regia di Michael Kehlmann (1963)
- Der Fall Jägerstätter - film TV, regia di Axel Corti (1971)
- Tatort - serie TV, 2 episodi (1972-1974)
- Totstellen - film TV, regia di Axel Corti (1975)